# شهر در ترس
شهر در ترس (به انگلیسی: City in Fear) یک فیلم تلویزیونی درام آمریکایی محصول سال ۱۹۸۰ به کارگردانی جود تیلور نوشته پیتر مسترسن بر اساس داستانی از آلبرت روبن است. این فیلم با بازی دیوید جانسن (در یکی از نقش‌های آخرش)، رابرت وان و میکی رورک است. فیلم داستان تلاش‌های یک روزنامه برای ایجاد شور و هیجان در قتل یک روان‌پزشک را دنبال می‌کند.
فیلم شهر در ترس در ۳۰ مارس ۱۹۸۰، یک ماه پس از مرگ دیوید جانسن نمایش داده شد. این فیلم برنده جایزه ادگار شد.